# Baía Formosa
Baía Formosa là một đô thị thuộc bang Rio Grande do Norte, Brasil. Đô thị này có diện tích 245,51 km², dân số năm 2007 là 8263 người, mật độ 33,7 người/km².